# Divine Attack – Shingeki
Divine Attack — Shingeki (яп. Divine Attack – 神撃) — песня японской каваии-метал группы Babymetal. Впервые она была выпущена в качестве цифрового сингла в октябре 2022 года, а позже в составе четвёртого студийного альбома The Other One.

## Выпуск
11 октября 2022 года группа объявила о своём предстоящем четвёртом концептуальном альбоме The Other One, который вышел 24 марта 2023 года. Divine Attack — Shingeki является первой выпущенной песней с этого альбома и стала доступна 20 октября 2022 года в качестве цифрового сингла через стриминговые сервисы по всему миру. Это первый случай, когда Накамото участвовала в написании текста песни.

## Композиция
Divine Attack — Shingeki описывается как немного отличающийся от фирменного танцевального стиля группа тяжело-электронный дэнс-метал, в большей степени ориентируясь на постметал. Так же это подтверждает мнение о том, что это «новая глава для Babymetal». Согласно пресс-релизу, в рамках проекта The Other One по восстановлению Babymetal, каждая из десяти песен нового альбома представляет собой «уникальную тему, основанную на 10 отдельных параллельных мирах». Центральная тема нового сингла — «Cavalry», которая намекает на «кавалерию, готовящуюся к следующей битве».

## Реакция
Kerrang! поставил сингл на четвёртое место в своём хит-параде новинок за неделю 21 октября 2022 года. Хешер Кинан из MetalSucks похвалил вокальную партию, но при этом отметил, что песня довольно прямолинейная, без каких-то «супер милых припевов», которые были в предыдущих работах группы. «Вы можете не понимать слов, но это не должно помешать вам насладиться новым классным треком». Рич Хобсон в своей статье для журнала Metal Hammer написал, что «возвращение Babymetal было захватывающим», а синглы Divine Attack и Monochrome выглядят как более зрелые, задумчивые воплощения группы.
Divine Attack — Shingeki вошла в еженедельный чарт Oricon Digital Singles под номером 20 с 26 октября 2022 года. Количество загрузок за первую неделю составили 3 639 единиц. Песня также дебютировала под номером 22 на Billboard Japan Top Download Songs 26 октября 2022 года.

## Видео
Музыкальное видео было выпущено на официальном YouTube-канале Babymetal одновременно с релизом сингла 20 октября 2022 года. Видео представляет собой музыкальную визуализацию, в которой Babymetal предстаёт в антиутопичной галактической тематике. По мнению JROCK News, это хорошо сочетается с текущей концептуальной фазой группы и их будущим альбомом The Other One.

## Чарты
| Чарт (2022)                                  | Высшая позиция |
| -------------------------------------------- | -------------- |
| Япония (Japan Top Download Songs, Billboard) | 22             |
| Япония (Digital Singles, Oricon)             | 20             |

## История релизов
| Регион | Дата            | Формат           | Лейбл                                       | Прим.  |
| ------ | --------------- | ---------------- | ------------------------------------------- | ------ |
| Япония | 20 октября 2022 | Цифровое издание | Amuse, Inc. Toy's Factory                   | [ 16 ] |
| Мир    | 20 октября 2022 | Цифровое издание | Amuse, Inc. Babymetal Records Cooking Vinyl | [ 17 ] |